# Sverige i Junior Eurovision Song Contest
Sverige debuterade i Junior Eurovision Song Contest 2003 och har till och med 2014 deltagit 11 gånger. Sverige var ett av de länder som deltog 2003 då det första JESC någonsin hölls. Med en bronsplats 2006 som undantag har Sveriges resultat i tävlingen genom åren varit tämligen mediokra.

## Sveriges historia i Junior Eurovision Song Contest

### 2003-2005 - Lilla Melodifestivalen
Lilla Melodifestivalen skapades redan 2002 efter dansk förlaga som uttagningstävling till den pan-skandinaviska musiktävlingen MGP Nordic, och blev 2003 uttagningstävling till Junior Eurovision Song Contest som EBU hade skapat det året med inspiration av MGP Nordic, som i samma veva lades på is. Tävlingen gick i svensk TV det första året under namnet Europeiska Melodifestivalen Junior, men har från och med 2004 benämnts under dess engelska namn.

### 2006-2009 - TV4 tar över
Efter 2005 års tävling hade SVT, DR och NRK invändningar mot Junior Eurovision, bland annat mot hur barnen behandlades och att professionella sångare fick vara med och tävla, och drog sig därför ur och återupplivade MGP Nordic igen, som senare kompletterades med Finland. De tre, sedermera två, låtar med högst poäng i Lilla Melodifestivalen fick istället delta i MGP Nordic.
TV4 valde därför att ta över rodret för Sveriges del och anordnade Stage Junior som nationell uttagningstävling 2006-2007. Efter uteblivet deltagande 2008 på grund av andra programplaner återkom man 2009 men lät hålla en intern uttagning av artist och bidrag.

### 2010-2014 - SVT återvänder
Lagom till 2010 års tävling hade SVT ändrat sig och valde att återkomma till Junior Eurovision i samma veva som MGP Nordic lades ner. 2010 och 2011 tog SVT ut artist och bidrag internt då man hade lagt ner Lilla Melodifestivalen dessförinnan.
2012 var Lilla Melodifestivalen tillbaka igen som ett samarbete mellan SVT och SR, och till skillnad från tidigare år var tävlingen nu förlagd på nöjesparken Gröna Lund i Stockholm och sändes i P4, samt att det vinnande bidraget utsågs av en jury.

### 2015- - osäker framtid
Efter att initialt ha bekräftat deltagande i 2015 års tävling i januari det året meddelade SVT att Lilla Melodifestivalen skulle läggas ner och ersättas av en annan tävling, vilket många trodde innebar att man skulle byta uttagningsformat. Sommaren samma år visade det sig dock att man tänkte ta en paus från Junior Eurovision helt och hållet ett år och istället lägga all fokus på denna andra tävling - Supershowen. Sverige har emellertid ännu inte återvänt till tävlingen, och det råder stor osäkerhet om huruvida det kommer att hända.
I januari 2020 berättade SVT Barns kanalchef Safa Safiyari för bloggen ESCSverige att det i nuläget inte finns några planer på att återvända till tävlingen, men att frågan diskuteras ungefär vartannat år. Enligt egen utsago har å andra sidan inte dörren stängts.

## Deltagare
| År                     | Artist                 | Bidrag                   | Placering | Poäng |
| 2003                   | The Honeypies          | Stoppa mig!              | 15        | 12    |
| 2004                   | Limelights             | Varför jag?              | 15        | 8     |
| 2005                   | M+                     | Gränslös kärlek          | 15        | 22    |
| 2006                   | Molly Sandén           | Det finaste någon kan få | 3         | 116   |
| 2007                   | Frida Sandén           | Nu eller aldrig          | 8         | 83    |
| Deltog inte 2008       |                        |                          |           |       |
| 2009                   | Mimmi Sandén           | Du                       | 6         | 68    |
| 2010                   | Josefine Ridell        | Allt jag vill ha         | 11        | 48    |
| 2011                   | Erik Rapp              | Faller                   | 9         | 57    |
| 2012                   | Lova Sönnerbo          | Mitt mod                 | 6         | 70    |
| 2013                   | Elias Elffors Elfström | Det är dit vi ska        | 9         | 46    |
| 2014                   | Julia Kedhammar        | Du är inte ensam         | 13        | 28    |
| Deltar inte sedan 2015 |                        |                          |           |       |

## Kommentatorer genom åren
| År                     | Kommentator(er)                   | Kanal           |
| 2003                   | Victoria Dyring                   | SVT1            |
| 2004                   | Pekka Heino                       | SVT1            |
| 2005                   | Nanne Grönvall och Shan Atci      | SVT1            |
| 2006                   | Adam Alsing                       | TV4             |
| 2007                   | Adam Alsing                       | TV4             |
| Deltog inte 2008       |                                   |                 |
| 2009                   | Molly Sandén                      | TV4             |
| 2010                   | Edward af Sillén och Malin Olsson | SVT 24          |
| 2011                   | Edward af Sillén och Ylva Hällen  | SVT Barnkanalen |
| 2012                   | Edward af Sillén och Ylva Hällen  | SVT Barnkanalen |
| 2013                   | Edward af Sillén och Ylva Hällen  | SVT Barnkanalen |
| 2014                   | Edward af Sillén och Ylva Hällen  | SVT Barnkanalen |
| Deltar inte sedan 2015 |                                   |                 |